# Іспанія на літніх Олімпійських іграх 2024
Іспанію на літніх Олімпійських іграх 2024 представляли триста вісімдесят три спортсмени в тридцяти одному виді спорту.

## Медалісти
| Медаль | Ім'я | Вид спорту                      | Дисципліна                                       | Дата      |
| ------ | --- | ------------------------------- | ------------------------------------------------ | --------- |
| 1      | Дієго Ботін Флоріан Тріттель | Вітрильний спорт                | 49er (чоловіки)                                  | 2 серпня  |
| 1      | Альваро Мартін Марія Перес | Легка атлетика                  | естафетна марафонська спортивна ходьба (змішана) | 7 серпня  |
| 1      | Олімпійська збірна Іспанії з футболу - Алекс Баена - Пабло Барріос - Адріан Бернабе - Серхіо Камельйо - Пау Кубарсі - Ерік Гарсія - Хоан Гарсія - Серхіо Гомес - Мігель Гутьєррес - Алехандро Ітурбе - Дієго Лопес - Фермін Лопес - Хуан Міранда - Крістіан Москера - Саму Омородіон - Аймар Орос - Хон Пачеко - Марк Пубіль - Абель Руїс - Хуанлу Санчес - Арнау Тенас - Беньят Турр'єнтес | Футбол                          | чоловічий турнір                                 | 9 серпня  |
| 1      | Хордан Діас | Легка атлетика                  | потрійний стрибок (чоловіки)                     | 9 серпня  |
| 1      | Жіноча збірна Іспанії з водного поло - Паула Камус - Паула Креспі - Анна Еспар - Лаура Естер - Джудіт Форка - Майка Гарсія - Паула Лейтон - Беатріс Ортіс - Марія Пенья - Нона Перес - Ісабель Піралькова - Елена Руїс - Мартіна Терре | Водне поло                      | жіночий турнір                                   | 10 серпня |
| 2      | Марія Перес | Легка атлетика                  | спортивна ходьба на 20 кілометрів (жінки)        | 1 серпня  |
| 2      | Карлос Алькарас | Теніс                           | одиночний розряд (чоловіки)                      | 4 серпня  |
| 2      | Жіноча збірна Іспанії з баскетболу 3x3 - Грасія Алонсо де Армінья - Хуана Камільйон - Вега Хімено - Сандра Ігеравіде | Баскетбол                       | Women's 3×3 tournament                           | 5 серпня  |
| 2      | Аюб Гадфа | Бокс                            | понад 91 кг (чоловіки)                           | 10 серпня |
| 3      | Франсіско Гаррігос | Дзюдо                           | до 60 кг (чоловіки)                              | 27 липня  |
| 3      | Альваро Мартін | Легка атлетика                  | спортивна ходьба на 20 кілометрів (чоловіки)     | 1 серпня  |
| 3      | По Ечаніс | Веслування на байдарках і каное | слалом на байдарках-одиночках (чоловіки)         | 1 серпня  |
| 3      | Крістіна Букша Сара Соррібес | Теніс                           | парний розряд (жінки)                            | 4 серпня  |
| 3      | Енмануель Реєс | Бокс                            | до 91 кг (чоловіки)                              | 4 серпня  |
| 3      | - Мерічелль Ферре Маріна Гарсія Поло Лілу Льюїс Мерічель Мас - Аліса Ожогіна Паула Рамірес Іріс Тіо Бланка Толедано | Артистичне плавання             | групи                                            | 7 серпня  |
| 3      | Дієго Домінгес Жоан Антоні Морено | Веслування на байдарках і каное | каное-двійки, 500 метрів (чоловіки)              | 8 серпня  |
| 3      | Карлос Аревало Саул Кравіотто Родріго Гермаде Маркус Вальц | Веслування на байдарках і каное | байдарки-четвірки, 500 метрів (чоловіки)         | 8 серпня  |
| 3      | Збірна Іспанії з гандболу - Агустін Касадо - Родріго Корралес - Алекс Дуйшебаєв - Даніель Дуйшебаєв - Даніель Фернандес - Адрія Фігерас - Іманоль Гарсіандія - Алейкс Гомес - Хорхе Македа - Каулді Одріосола - Гонсало Перес де Варгас - Хав'єр Родрігес - Мігель Санчес-Мігальйон - Абель Сердіо - Ян Таррафета                                                                           | Гандбол                         | чоловічий турнір                                 | 11 серпня |

| Медалі за видом спорту          | Медалі за видом спорту | Медалі за видом спорту | Медалі за видом спорту | Медалі за видом спорту |
| ------------------------------- | ---------------------- | ---------------------- | ---------------------- | ---------------------- |
| Вид спорту                      | 1                      | 2                      | 3                      | Загалом                |
| Легка атлетика                  | 2                      | 1                      | 1                      | 4                      |
| Футбол                          | 1                      | 0                      | 0                      | 1                      |
| Вітрильний спорт                | 1                      | 0                      | 0                      | 1                      |
| Водне поло                      | 1                      | 0                      | 0                      | 1                      |
| Бокс                            | 0                      | 1                      | 1                      | 2                      |
| Теніс                           | 0                      | 1                      | 1                      | 2                      |
| Баскетбол                       | 0                      | 1                      | 0                      | 1                      |
| Веслування на байдарках і каное | 0                      | 0                      | 3                      | 3                      |
| Артистичне плавання             | 0                      | 0                      | 1                      | 1                      |
| Гандбол                         | 0                      | 0                      | 1                      | 1                      |
| Дзюдо                           | 0                      | 0                      | 1                      | 1                      |
| Загалом                         | 5                      | 4                      | 9                      | 18                     |

| Медалі за статтю | Медалі за статтю | Медалі за статтю | Медалі за статтю | Медалі за статтю |
| ---------------- | ---------------- | ---------------- | ---------------- | ---------------- |
| Стать            | 1                | 2                | 3                | Загалом          |
| Чоловіки         | 3                | 2                | 7                | 12               |
| жінки            | 1                | 2                | 2                | 5                |
| змішані          | 1                | 0                | 0                | 1                |
| Загалом          | 5                | 4                | 9                | 18               |

| Медалі за днями | Медалі за днями | Медалі за днями | Медалі за днями | Медалі за днями | Медалі за днями |
| --------------- | --------------- | --------------- | --------------- | --------------- | --------------- |
| Дата            | 1               | 2               | 3               | Загалом         |                 |
| 27 липня        | 0               | 0               | 1               | 1               |                 |
| 01 серпня       | 0               | 1               | 2               | 3               |                 |
| 02 серпня       | 1               | 0               | 0               | 1               |                 |
| 04 серпня       | 0               | 1               | 2               | 3               |                 |
| 05 серпня       | 0               | 1               | 0               | 1               |                 |
| 07 серпня       | 1               | 0               | 1               | 2               |                 |
| 08 серпня       | 0               | 0               | 2               | 2               |                 |
| 09 серпня       | 2               | 0               | 0               | 2               |                 |
| 10 серпня       | 1               | 1               | 0               | 2               |                 |
| 11 серпня       | 0               | 0               | 1               | 1               |                 |
| Загалом         | 5               | 4               | 9               | 18              |                 |

| Багаторазові медалісти | Багаторазові медалісти | Багаторазові медалісти | Багаторазові медалісти | Багаторазові медалісти | Багаторазові медалісти | Багаторазові медалісти |
| ---------------------- | ---------------------- | ---------------------- | ---------------------- | ---------------------- | ---------------------- | ---------------------- |
| Ім'я                   | Вид спорту             | 1                      | 2                      | 3                      | Загалом                |                        |
| Марія Перес            | Легка атлетика         | 1                      | 1                      | 0                      | 2                      |                        |
| Альваро Мартін         | Легка атлетика         | 1                      | 0                      | 1                      | 2                      |                        |

## Спортсмени
Кількість спортсменів за видами спорту. Резервних спортсменів не враховано.
| Вид спорту                      | Чоловіки | Жінки | Загалом |
| ------------------------------- | -------- | ----- | ------- |
| Стрільба з лука                 | 1        | 1     | 2       |
| Артистичне плавання             | 0        | 8     | 8       |
| Легка атлетика                  | 26       | 32    | 58      |
| Бадмінтон                       | 1        | 1     | 2       |
| Баскетбол                       | 12       | 16    | 28      |
| Бокс                            | 5        | 1     | 6       |
| Веслування на байдарках і каное | 12       | 9     | 21      |
| Велоспорт                       | 7        | 2     | 9       |
| Стрибки у воду                  | 2        | 2     | 4       |
| Кінний спорт                    | 8        | 0     | 8       |
| Фехтування                      | 1        | 1     | 2       |
| Хокей на траві                  | 16       | 16    | 32      |
| Футбол                          | 18       | 18    | 36      |
| Гольф                           | 2        | 2     | 4       |
| Гімнастика                      | 6        | 11    | 17      |
| Гандбол                         | 14       | 14    | 28      |
| Дзюдо                           | 5        | 4     | 9       |
| Сучасне п'ятиборство            | 0        | 1     | 1       |
| Академічне веслування           | 6        | 3     | 9       |
| Вітрильний спорт                | 6        | 7     | 13      |
| Стрільба                        | 2        | 2     | 4       |
| Скейтбординг                    | 2        | 4     | 6       |
| Спортивне скелелазіння          | 1        | 1     | 2       |
| Серфінг                         | 1        | 2     | 3       |
| Плавання                        | 9        | 11    | 20      |
| Настільний теніс                | 1        | 1     | 2       |
| Тхеквондо                       | 2        | 2     | 4       |
| Теніс                           | 6        | 2     | 8       |
| Тріатлон                        | 3        | 2     | 5       |
| Волейбол                        | 2        | 4     | 6       |
| Водне поло                      | 13       | 13    | 26      |
| Загалом                         | 190      | 193   | 383     |

Ще було 23 резервних спортсмени в плаванні, легкій атлетиці, кінному спорті, хокеї на траві, футболі та гандболі.